# Operation Maslenica

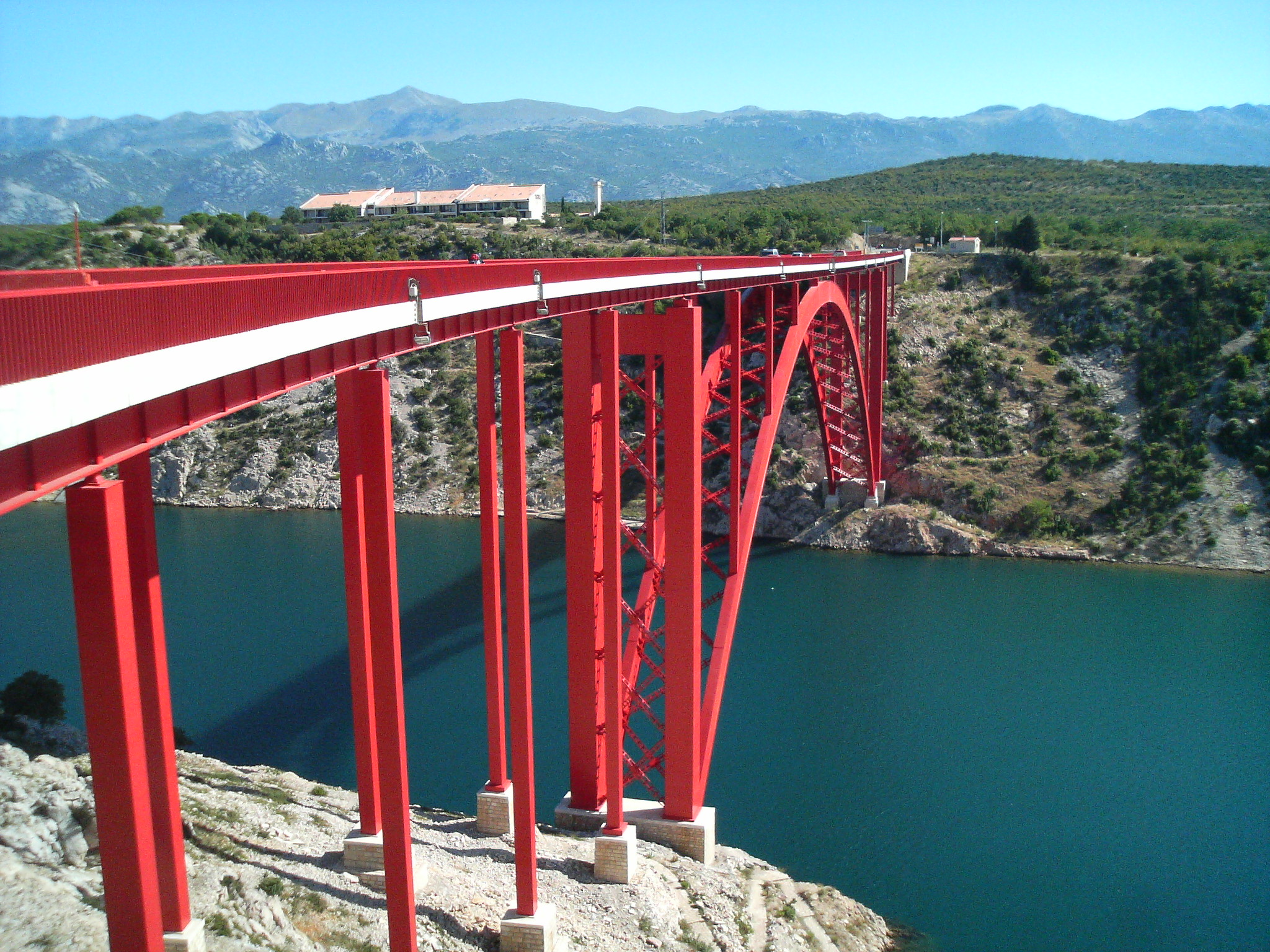
Die nach dem Krieg wiedererrichtete Maslenica-Brücke

Die Operation Maslenica war eine Offensive der kroatischen Streitkräfte während des Kroatienkrieges im Frühjahr 1993 gegen serbische Truppen im Nordwesten Dalmatiens.

## Vorgeschichte
Im September 1991, zu Beginn des Kroatienkrieges, unterstützte die serbisch dominierte Armee der ehemaligen Gesamtjugoslawischen Volksarmee (JNA) unter Ratko Mladić serbische Freischärler und vollzog Offensiven gegen kroatisch kontrollierte Gebiete im Nordwesten Dalmatiens. Obwohl die kroatischen paramilitärischen Kräfte und Polizeieinheiten im Gebiet Maslenica unterbesetzt und schlecht bewaffnet waren, setzten sie sich gegen die serbischen Angriffe durch. So verblieb in den ersten Wochen die strategisch wichtige Maslenica-Brücke, welche Dalmatien mit Nordkroatien verband, unter kroatischer Kontrolle.
In den folgenden Monaten konnten die serbischen Einheiten immer größere Teile des Maslenica-Gebietes erobern. Die Maslenica-Brücke wurde im November 1991 unter bis heute ungeklärten Umständen gesprengt.
Im Januar 1992 verschob sich durch die Ankunft der UNPROFOR-Soldaten die Grenze der Auseinandersetzungen an den Rand der neu proklamierten Republika Srpska Krajina (RSK). Obwohl die folgenden Monate eher ruhig waren, war Dalmatien territorial von Nordkroatien abgeschnitten. Die normalen Straßen durch Bosnien und die Lika waren serbisch kontrolliert. Deshalb musste der Verkehr von Nordkroatien auf Fähren und die Brücken zwischen der Insel Pag und Dalmatien ausweichen, was oft durch das Wetter erschwert wurde. Zudem wurde 1991 die Brücke von Flugzeugen der JNA beschädigt. Außerdem drohten die serbischen Einheiten, den Staudamm am Peruča-See zu sprengen, was eine Flutung des Cetina-Gebietes, ebenso wie einen Energiemangel zur Folge gehabt hätte, da dort ein Wasserkraftwerk betrieben wurde.
Das vom Mutterland abgeschnittene Dalmatien beschäftigte auch die kroatische Innenpolitik. Bürger kritisierten, dass der Präsident Franjo Tuđman mit diplomatischen Mitteln keine Verbesserung der Lage herbeiführte, aber auch keine militärischen Aktionen vollzog. Auch im Wahlkampf um die regionalen Wahlen im Februar wollte die Opposition aus dieser Situation Nutzen ziehen und der amtierenden HDZ Wähler abwerben.

## Streitkräfte
Im Jahr 1992 sammelte die kroatische Armee Kampferfahrung und Waffen aus alten JNA-Beständen und eine schlagkräftige Armee entwickelte sich.
Die Truppen der RSK hingegen wurden mehr und mehr von der serbisch gesteuerten JNA im Stich gelassen, da sich die Kampfhandlungen zunehmend nach Bosnien-Herzegowina verlagerten. Zudem mussten die Soldaten der RSK zum Teil Truppen in Bosnien unterstützen und wurden somit stark geschwächt.
Die RSK-Truppen trauten der kroatischen Armee kein militärisches Vorgehen im Jahr 1992 zu, da Kroatien im Kampf mit bosnischen Serben in Bosnien-Herzegowina ausgelastet schien.

## Verlauf
Am 22. Januar 1993 starteten die kroatische Armee und kroatische paramilitärische Einheiten eine Offensive im Gebiet Maslenica und Zadar. Die Truppen der RSK wurden völlig überrascht und waren nicht in der Lage, starke Gegenwehr zu leisten. Zudem wurden in dieser Militäroperation zum ersten Mal kroatische See-, Land- und Lufttruppen koordiniert eingesetzt.
Letztendlich wurde das Gebiet durch die kroatischen Kräfte vollständig zurückerobert und die Armee drängte die serbischen Truppen ins Norddalmatinische Hinterland zurück. Janko Bobetko, der für diese Militäraktion den Oberbefehl hatte, wurde in der Folgezeit in diesem Gebiet sowie in ganz Kroatien als Held gefeiert.
Sechs Tage später führte das 126. Regiment der kroatischen Armee in der Nähe von Sinj eine Offensive am Peruča-Staudamm durch. Zwar wurde der Staudamm zum Teil gesprengt, jedoch nicht vollständig zerstört. Dennoch hatte Dalmatien im nächsten Jahr große Probleme mit der Energieversorgung.
Währenddessen entwendete die Armee der RSK Waffen aus Depots der UNPROFOR-Truppen und bot immer stärkeren Widerstand gegen kroatische Truppen. Zudem unterstützten serbische Soldaten, darunter auch Željko Ražnatović (genannt „Arkan“), die Truppen der RSK, wodurch diese große Teile der Krajina halten konnte.
In der Folgezeit änderte sich nur sehr wenig am Verlauf der Front. Auf kleine Angriffe folgten Gegenangriffe und im Verlauf des Jahres 1993 wurden die Städte Zadar, Biograd und Šibenik durch serbisches Artilleriefeuer massiv beschädigt.

## Reflexion
Obwohl die Militäroperation von der kroatischen Regierung als ein Sieg gefeiert wurde, so hatte sie dennoch auch fragwürdige Seiten.
Die Ziele, die kroatischen Städte zu schützen und Dalmatien mit dem Mutterland zu verbinden, wurden nicht in vollem Umfang erreicht. Eine Pontonbrücke an der zerstörten Maslenica-Brücke lag in Reichweite der serbischen Artillerie und deren oberster Befehlshaber Milan Martić konnte de facto über die Brücke bestimmen, bis die UN eingriff und die Brücke sicherte.

## Verluste
Nach kroatischen Quellen starben 114 Kroaten und 490 Serben.

## Nachkriegsdiskussion
Die Militäroperation Maslenica wurde in Kroatien kontrovers diskutiert, da man mit weit mehr als nur den durch die Regierung bekanntgegebenen 50 Opfern rechnete.
2005 wurde die Militäraktion zum Bestandteil des Wahlkampfes. Der kroatische Premierminister Ivo Sanader nutzte die Militäroperation für seine Partei HDZ, in deren Regierungszeit unter Präsident Franjo Tuđman die Operation durchgeführt worden war. Der damalige kroatische Präsident Stipe Mesić äußerte sich jedoch kritisch zu der Militäroperation, die er als Wahlkampfmittel Tuđmans im Krieg ansah. Daraufhin wurde Mesić von vielen Seiten kritisch attackiert.